# راشيل جاري
راشيل جاري (بالإنجليزية: Rachel Jarry)‏ مواليد 6 ديسمبر 1991 في ملبورن، هي لاعبة كرة سلة أسترالية. بدأت مسيرتها الاحترافية في سنة 2008. تم اختيارها من قبل فريق أتلانتا دريم خلال الدرافت. تلعب مع أتلانتا دريم. يبلغ طولها 6 قدم 1 بوصة (1.9 م). مثلت منتخب بلادها. شاركت في دورة الألعاب الأولمبية الصيفية سنة 2012. فازت بلقب دوري المحترفات.

## المسيرة الاحترافية
لعبت مع ملبورن بومرز من سنة 2009 إلى 2015، ثم لعبت مع مينيسوتا لينكس في سنة 2013، ثم لعبت مع نادي لات لكرة السلة للسيدات في سنة 2016، ثم لعبت مع أتلانتا دريم في سنة 2017.

## سجل المنافسة
شاركت في المنافسات التالية:
- الألعاب الأولمبية الصيفية 2012
- الألعاب الأولمبية الصيفية 2016
- كأس العالم لكرة السلة للسيدات 2014

## الميداليات
| الميدالية | المسابقة                           |
| --------- | ---------------------------------- |
| برونزية   | الألعاب الأولمبية الصيفية 2012     |
| برونزية   | كأس العالم لكرة السلة للسيدات 2014 |

## روابط خارجية
- راشيل جاري على موقع الاتحاد الدولي لكرة السلة (الإنجليزية)
- راشيل جاري على موقع الاتحاد الوطني لكرة السلة النسائية (الإنجليزية)
- راشيل جاري على موقع كرة السلة الأوروبية.كوم (الإنجليزية)
- راشيل جاري على موقع بروبوليرز (الإنجليزية)
- راشيل جاري على موقع سبورتس رفرنس (الإنجليزية)
- راشيل جاري على موقع سبورتس رفرنس (الإنجليزية)
- راشيل جاري على موقع اللجنة الأولمبية الدولية (الإنجليزية)
- راشيل جاري على موقع أوليمبيديا (الإنجليزية)
- راشيل جاري على موقع اللجنة الأولمبية الأسترالية (الإنجليزية)